# Tiro ai Giochi della XI Olimpiade - Pistola 25 metri
La competizione della pistola 25 metri maschile di tiro a segno ai Giochi della XI Olimpiade si è svolta il 6 agosto 1936 al Poligono di tiro di Wannsee.

## Risultato
- 1ª sessione di tiro = 3 serie da sei colpi. Le sagome apparivano per 8 secondi
- 2ª sessione di tiro = 1 serie da sei colpi. Le sagome apparivano per 6 secondi
- 3ª sessione di tiro = 1 serie da sei colpi. Le sagome apparivano per 4 secondi
- 4ª sessione di tiro = 1 serie da sei colpi. Le sagome apparivano per 3 secondi
- 5ª sessione di tiro = 1 serie da sei colpi. Le sagome apparivano per 2 secondi

| Pos.    | Atleta                   | Nazione        | Sessioni di tiro | Sessioni di tiro | Sessioni di tiro | Sessioni di tiro | Sessioni di tiro |
| Pos.    | Atleta                   | Nazione        | 1ª               | 2ª               | 3ª               | 4ª               | 5ª               |
| ------- | ------------------------ | -------------- | ---------------- | ---------------- | ---------------- | ---------------- | ---------------- |
| Oro     | Cornelius van Oyen       | Germania       | 18               | 6                | 6                | 6                |                  |
| Argento | Heinrich-Georg Hax       | Germania       | 18               | 6                | 6                | 5                |                  |
| Bronzo  | Torsten Ullman           | Svezia         | 18               | 6                | 6                | 4                | 4                |
| 4       | Angelos Papadimas        | Grecia         | 18               | 6                | 6                | 4                | 1                |
| 5       | Karl Helge Meuller       | Svezia         | 18               | 6                | 6                | 3                |                  |
| 6       | Walter Boninsegni        | Italia         | 18               | 6                | 5                | 6                | 3                |
| 7       | Kazimierz Suchorzewski   | Polonia        | 18               | 6                | 5                | 6                | 1                |
| 8       | Haralds Marvē            | Lettonia       | 18               | 6                | 5                | 3                |                  |
| 9       | Hans Aasnæs              | Norvegia       | 18               | 6                | 5                | 2                |                  |
| 10      | László Vadnay            | Ungheria       | 18               | 6                | 5                | 1                |                  |
| 11      | Bruno Giacconi           | Italia         | 18               | 6                | 4                |                  |                  |
| 12      | Marcel Lafortune         | Belgio         | 18               | 6                | 4                |                  |                  |
| 13      | Jaakko Rintanen          | Finlandia      | 18               | 6                | 4                | 4                |                  |
| 14      | Jan Gasche               | Cecoslovacchia | 18               | 6                | 4                | 2                |                  |
| 15      | Clarence Fisher          | Stati Uniti    | 18               | 6                | 4                |                  |                  |
| 16      | Élie Monnier             | Francia        | 18               | 6                | 2                |                  |                  |
| 17      | Guillermo Huet           | Messico        | 18               | 6                | 2                |                  |                  |
| 18      | Michelangelo Borriello   | Italia         | 18               | 5                |                  |                  |                  |
| 19      | Carlos Balestrini        | Argentina      | 18               | 5                |                  |                  |                  |
| 20      | Khristos Zalokostas      | Grecia         | 18               | 5                |                  |                  |                  |
| 21      | Vilho Elo                | Finlandia      | 18               | 5                |                  |                  |                  |
| 22      | Erik Sætter-Lassen       | Danimarca      | 18               | 4                |                  |                  |                  |
| 23      | Kārlis Kļava             | Lettonia       | 18               | 4                |                  |                  |                  |
| 24      | Morris Doob              | Stati Uniti    | 18               | 4                |                  |                  |                  |
| 25      | František Pokorný        | Cecoslovacchia | 18               | 4                |                  |                  |                  |
| 26      | Sulo Cederström          | Finlandia      | 18               | 3                |                  |                  |                  |
| 27      | Zenon Piątkowski         | Polonia        | 18               | 3                |                  |                  |                  |
| 28      | Lorenzo Amaya            | Argentina      | 18               | 1                |                  |                  |                  |
| -       | Jacques Lafortune        | Belgio         | ND               |                  |                  |                  |                  |
| -       | Axel Lerche              | Danimarca      | ND               |                  |                  |                  |                  |
| -       | Christen Møller          | Danimarca      | ND               |                  |                  |                  |                  |
| -       | Krikor Agathon           | Egitto         | ND               |                  |                  |                  |                  |
| -       | Charles des Jamonières   | Francia        | ND               |                  |                  |                  |                  |
| -       | Édouard Lambert          | Francia        | ND               |                  |                  |                  |                  |
| -       | Georg Dern               | Germania       | ND               |                  |                  |                  |                  |
| -       | Dimitrios Stathis        | Grecia         | ND               |                  |                  |                  |                  |
| -       | Jakab Kőszegi            | Ungheria       | ND               |                  |                  |                  |                  |
| -       | Dezső von Zirthy         | Ungheria       | ND               |                  |                  |                  |                  |
| -       | Carlos Acosta            | Messico        | ND               |                  |                  |                  |                  |
| -       | Roger Abel               | Monaco         | ND               |                  |                  |                  |                  |
| -       | Michel Ravarino          | Monaco         | ND               |                  |                  |                  |                  |
| -       | Herman Schultz           | Monaco         | ND               |                  |                  |                  |                  |
| -       | Dirk van den Bosch       | Paesi Bassi    | ND               |                  |                  |                  |                  |
| -       | Martin Gison             | Filippine      | ND               |                  |                  |                  |                  |
| -       | Otoniel Gonzaga          | Filippine      | ND               |                  |                  |                  |                  |
| -       | Wojciech Bursa           | Polonia        | ND               |                  |                  |                  |                  |
| -       | Alberto Andressen Junior | Portogallo     | ND               |                  |                  |                  |                  |
| -       | Joaquim da Mota          | Portogallo     | ND               |                  |                  |                  |                  |
| -       | Carlos Queiroz           | Portogallo     | ND               |                  |                  |                  |                  |
| -       | Henrik Lönnberg          | Svezia         | ND               |                  |                  |                  |                  |
| -       | Josef Kopecký            | Cecoslovacchia | ND               |                  |                  |                  |                  |
| -       | Dean Hudnutt             | Stati Uniti    | ND               |                  |                  |                  |                  |
| -       | Lazar Jovanović          | Jugoslavia     | ND               |                  |                  |                  |                  |